# Myra (chanteuse)
Myra, née le 7 septembre 1997 à Châtenay-Malabry, est une chanteuse, autrice-compositrice et actrice française. Elle se fait connaître dans la série Plus belle la vie sur France 3, avant de lancer sa carrière musicale. Son univers mêle soul, RnB et pop, avec une dimension visuelle. Lauréate du Fair en 2023, elle a publié plusieurs EP et s’est produite dans des concerts et festivals.

## Biographie
Myra, de son nom complet Myra Tyliann, est une chanteuse et comédienne française née le 7 septembre 1997 à Châtenay-Malabry,. Elle grandit à Montrouge dans une famille active dans le domaine artistique. Son père, d'origine gréco-française, est coach d’acteurs, tandis que sa mère travaille dans le spectacle vivant.
Elle commence le piano dans l’enfance, écrit ses premières chansons à l’âge de 10 ans, puis apprend la guitare en autodidacte. En 2012, elle apparaît dans le film indépendant After Fall, Winter. Elle obtient un rôle récurrent dans la série Plus belle la vie en 2016, où elle incarne Alison Valle,. C’est également à cette période qu’elle commence ses premières productions musicales.

## Carrière musicale
Myra publie un premier EP en anglais intitulé Pictures, co-signé avec Johnny Ola. En 2020, elle autoproduit Projet 7 avec le producteur Mazout. Elle fonde en 2021 la Smart Kid Corporation et Smart Kid Publishing, ses structures de production et d’édition musicale, puis signe avec le label indépendant Labréa Music, affilié à Wagram.
En 2022, elle publie 37 Degrés, un EP de neuf titres en français mêlant soul, rap et pop. 
Son troisième EP, Saudade Palace, sort en février 2023. Entièrement composé et produit par Myra et aux influences néo-RnB et Soul.
En septembre 2023, Myra est sélectionnée comme lauréate du Fair (premier dispositif national d’accompagnement pour les artistes musicaux émergents).
En avril 2024, elle publie Passion Câlins, un EP collaboratif (Nemir, Aupinard, Chilla, Drea Dury, Rad Cartier) mêlant soul, RnB, hip-hop et sonorités jazz. Le projet est présenté par la radio Mouv' comme « un voyage chaleureux et amoureux en explorant toutes les sonorités allant de la soul au R'n'B en passant par le hip-hop et le jazz  ».
En parallèle de ses sorties musicales, Myra joue dans la série HPI, diffusée sur TF1. Elle y incarne le rôle d’Afida (première apparition dans la saison 2) et réapparaît progressivement dans les saisons 3 et 4, principalement aux côtés d’Audrey Fleurot, Bruno Sanches et Bérangère McNeese.
En février 2025, elle publie Après la pluie, un EP centré sur le thème du deuil. Réalisé par Dave de Souza, le projet comporte des arrangements gospel.

## Genres et influences
L’univers musical de Myra mêle soul, RnB, pop et rap. Elle cite parmi ses influences Erykah Badu, Cesária Évora ou encore The Internet,.

## Production et label
Myra fonde en 2020 sa propre structure de production, la Smart Kid Corporation, ainsi que Smart Kid Publishing pour l’édition musicale. Elle signe dans la foulée avec le label indépendant Labréa Music[source insuffisante].

## Discographie

### EPs
- 2020 : Projet 7
- 2022 : 37 Degrés
- 2023 : Saudade Palace
- 2024 : Passion Câlins
- 2025 : Après la pluie

### Singles notables
- Pom Pom (2021)
- JTM (2022)
- Des bisous ft. Aupinard (2023)
- KEVIN ft. Drea Dury (2023)
- Honeymoon ft. Rad Cartier (2024)
- Télécommande ft. Nemir (2024)
- Recommencer ft. Gros Mo (2024)
- Trop Mimi ft. Chilla (2024)
- Amour terrible (2024)
- Rien de sensationnel (2024)
- T PAS SI BO (2024)

## Concerts et festivals
- 2022 : Le Pop-Up du Label (Paris)[21]
- 2024 : La Boule Noire (Paris)[22]
- 2024 : La Maroquinerie (Paris)[23]
- 2025 : Hyper Weekend Festival (Radio France)[24]
- 2025 : Montreux Jazz Festival[25]
- 2026 : La Cigale (Paris – annoncé pour le 22 janvier)[26]

## Collaborations
Myra apparaît en tant qu'invitée sur plusieurs projets d'autres artistes. En 2021, elle figure sur l'album A New Jack de Le A avec le titre À gauche. En 2022, elle collabore avec Araujo sur le morceau 4AM, ainsi qu’avec Malcolm sur Babygirl. En 2025, elle apparait sur les projets de Synapson (Cosy sur l'album Blue Jeans), Ruthee (Amor sur l'album TOUT BRÛLE SAUF MOI) et Saan (Fâché sur l'album Paradis).

## Distinctions
- Lauréate du FAIR 2023–2024[11]
- Prix FAIR / YouTube Music 2024

## Filmographie
- 2010 : Humeur de Fée (court-métrage)
- 2012 : After Fall, Winter
- 2015 : Disparue : Rose Molina
- 2017 : Coexister : Stella
- 2018–2021 : Plus belle la vie : Alison Valle
- 2020 : La Faute à Rousseau : Aïcha
- 2020 : Une belle équipe : Léa
- 2023 : HPI : Afida (saisons 3 et 4)